# Touch rugby
Touch rugby (rugby de toque) é uma variação do rugby, sendo que a sua principal característica é a ausência de tackles (placagens), ausência de goal posts e a simplificação de outras regras. Esta versão do rugby é praticada principalmente por crianças para a inicialização no rugby, também é praticado por jogos onde há mistura entre os sexos. Por ser mais um esporte informal e jogado praticamente em forma amistosa as regras utilizadas em alguns países costumam ser diferentes.
A principal e mais praticada codificação do touch rugby é a derivada da rugby league. Famosa principalmente na Austrália, governada pela Federation of International Touch (FIT).
O touch rugby também é utilizado por times profissionais de rugby para treinamento de jogadas e para evitar lesões.

## Regras
As regras descritas são as usadas pela FIT. 
- Campo - 70m de extensão por 50m de largura;
- Duração - Dois tempos de 20 minutos cada (5 minutos de intervalo);
- Pontuação - Só ocorre o try quando o jogador encosta a bola no chão, vale 1 ponto e não existe conversão;
- Time - 6 jogadores em campo (mais no máximo 7 reservas);
- Touching - Se o jogador estar com a bola e for tocada pelo time adversário ele deverá imediatamente largá-la no chão;
- Posse de bola - Cada time tem a posse de bola até completar 6 touchs.